# Вулиця Бродських (Новомиргород)
Ву́лиця Бро́дських (колишні назви — Телеграфна, Комсомольська) — вулиця в місті Новомиргород Кіровоградської області, одна з основних вулиць Златополя. Протяжність — близько 1,8 км. 
Частина вулиці довжиною близько 300 м при в'їзді в Новомиргород з боку Києва належить до територіальної дороги місцевого значення T-2401.

## Розташування
Починається при в'їзді в місто з боку Києва в західній частині Златополя, простягається на схід до вулиці Кузнечної, Поблизу шкірзаводу різко повертає на південь під прямим кутом і прямує до вулиці Горького.
Прилеглі вулиці: Херсонська, Транспортна, Садова, Шевченка, Соборності, Холодноярська, Кузнечна.

## Історія
В східній частині Златополя по вулиці Комсомольській наприкінці 2000-х років трапився обвал частини будинку під землю, що засвідчує наявність під нею одного з ходів Златопільських катакомб.
За часів незалежності історичну назву вулиці повернуто не було. Відповідно до протоколу №2 засідання топонімічної комісії при виконавчому комітеті Новомиргородської міської ради від 9 вересня 2015 року, на громадське обговорення з-поміж інших урбанонімів було винесено варіант перейменування вулиці на вул. Бродських. 13 листопада того ж року на сесії міської ради вулицю було перейменовано.

## Об'єкти
Основні об'єкти, розташовані по вулиці Бродських:
- Новомиргородський РЕМ;
- Шкірзавод.